# Heiner Wirth
Heiner Wirth (* 1942) ist ein ehemaliger deutscher Motocross-Fahrer.

## Laufbahn
Wirth fuhr für den Motorclub MC Bannewitz und wurde 1969 Meister im Motocross der DDR. 1989 startete er auf einem MZ-Motorrad mit 250 cm³ Hubraum für den MC Reifenwerk Riesa.

## Erfolge
- 1969: Meister Klasse 4 (125 cm³)[2][3][4]